# Lithacodia altitudinis
Lithacodia altitudinis là một loài bướm đêm trong họ Noctuidae.